# Hoplismenus bispinatorius
Hoplismenus bispinatorius là một loài tò vò trong họ Ichneumonidae.